# ماثيو قاو
ماثيو قاو (بالإنجليزية: Matthew Ko)‏ (و. 1984  م) هو عارض، وممثل، وممثل تلفزي هونغ كونغي.

## التعليم
تعلم في جامعة تورنتو
.

## وصلات خارجية
- ماثيو قاو على موقع IMDb (الإنجليزية)

- ماثيو قاو في قاعدة بيانات الأفلام على الإنترنت